# Ташкараков, Вячеслав Ильич
Вячеслав Ильич Ташкараков (род. 19 февраля 1984, Бейский район, Красноярский край) — российский боксёр, призёр чемпионатов России, мастер спорта России. Выпускник Новосибирского государственного аграрного университета. Занимается боксом с 1997 года. Его первым наставником был А. Ф. Челтыгмашев, под руководством которого он тренировался до 2007 года. Затем его тренером стал А. В. Мотькин. Представлял клуб «Динамо» (Новосибирск). Выступал в первом наилегчайшем и наилегчайшем весе (до 49 и 52 кг). В 2017 году участвовал в полупрофессиональном командном турнире World Series of Boxing в составе команды «Патриот», которая дошла до четвертьфинала. В том же году завершил карьеру спортсмена и стал тренером. В свободное время вырезает фигуры из камня.

## Всероссийские соревнования
- Командный кубок России по боксу 2006 года —
- Чемпионат России по боксу 2008 года —
- Чемпионат России по боксу 2010 года —
- Чемпионат России по боксу 2012 года —
- Чемпионат России по боксу 2013 года —
- Чемпионат России по боксу 2014 года —
- Чемпионат России по боксу 2015 года —
- Чемпионат России по боксу 2016 года —